# Dorsale Northwind
La dorsale Northwind est une dorsale océanique située à l’ouest du bassin du Canada, dans l’océan Arctique, au Nord de l’Alaska.